# イセリアカイガラムシ
イセリアカイガラムシ （ Icerya 介殻虫、学名 Icerya purchasi ）は、オーストラリア原産のカイガラムシの一種。柑橘類栽培における農業害虫として甚大な被害を与えたことで知られるが、有力な天敵であるベダリアテントウの導入によって制圧され、農業上の被害はほとんどなくなった。ただし本種は非常な多食性で極めて多数の種の樹木に寄生するため、公園など天敵の少ない農地以外の場所では時に大発生することがある。和名はイセリヤカイガラムシと表記されることもあり、別名としてワタフキカイガラムシの名もある。

## 概説
雌成虫は樹木の枝に付着し、その姿は一見ではとても昆虫とは思えないものであるが、注意して観察すれば肉眼でも確認できる程度に発達した機能的な脚や触角を有しており、カイガラムシ上科に含まれる昆虫としてはまだ昆虫らしい方である。楕円形の形は赤っぽい前半部と白いロウ物質からなる後半部に分かれるが、真の虫体は前半部であり、後半部の白いロウ物質のほとんどは卵嚢である。そのため卵嚢を分泌しない幼虫では、後方のロウ物質がほとんどない。
ミカンなど柑橘類によくつくほか、ナンテンやモッコクなど寄生する樹木は300種にのぼる。原産地はオーストラリアであるが、世界的に広がっている。日本には明治40年代（1907年-1912年）に苗木について侵入したとされる。

## 特徴
雌成虫は楕円形で偏平、長さは5-6mm。赤みを帯びており、分泌したロウ物質が乗って粗い凹凸がある。周辺からは白い毛が伸びている。体節や頭部、付属肢など、昆虫だと判断できるものは通常の状態では見えない。ただし、これは頭部や付属肢が腹面に隠れているためである。雌成虫、幼虫は口器の口針を深く挿入して宿主である植物体にくっついているが、それ以外の部分は密着している訳ではない。したがって、指で触れば動かすことができるし、裏返して付属肢を確認することも可能である。また、初期の幼虫だけでなく、成虫も自分の足で移動することができる。また成熟し産卵した雌成虫の体の後半部は白くて縦筋が入りとてもよく目立つ。これは、雌成虫の腹面に卵嚢が作られて、それを包むロウ物質が分泌されたものである。これを破れば、中から多数の卵が出てくる。
雄成虫は翅があり、雌成虫と交尾して有性生殖するが、めったに出現しない。雄成虫は通常見られる雌成虫とはまったく異なる形態をしており、ハエ目に含まれる昆虫のような外見をしている。日本の温帯域ではほとんど雄は観察されないが、南西諸島では雄も観察されている。
生殖に当たっては多くの場合、雌単独での繁殖が行われる。年間に3世代、場合によっては5世代ほどを重ねる。なお、これは単為生殖とされたり、雌個体が実は雌雄同体であるとされてきたが、より複雑なものであることがわかっている。

## 防除の歴史
本種は、現在ではそれほど見る機会が多くない。これは、天敵による防除が成功を収めたためである。この方法は、アメリカで始められた。
アメリカへのイセリアカイガラムシの侵入は、1860年代後半である。当時侵入したカイガラムシ数種の中で、この種が最も厄介であり、そのためにカリフォルニア州のミカン栽培は壊滅的な打撃を受けた。当時の最新の防除法だった青酸ガスによる燻蒸も効果が低かった。
そこで、当時のアメリカ農務省昆虫局長官であったC. V. ライレーは、原産地で天敵を探し、これを持ち込んで放すことでカイガラムシを防除することを考え、原産地であるオーストラリアへ昆虫学者を天敵探しのために派遣することを計画した。

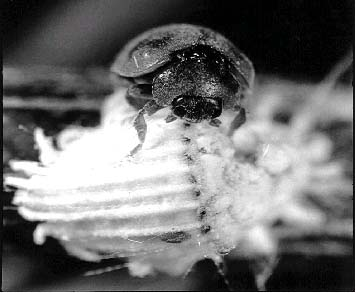
イセリアカイガラムシを捕食するベダリアテントウ

これは予算が通らなかったため、ちょうどオーストラリアに出発することになっていた万国博覧会への米国代表委員団の一員として、昆虫学者のアルバート・ケーベレを送り、ひそかにイセリアカイガラムシの天敵探しを命じた。ケーベレはオーストラリアでこのカイガラムシを食べるテントウムシ、ベダリアテントウ（ Rodolia cardinalis ）を発見した。彼はこのテントウムシを1888年とその翌年にかけて何度も本国へ送った。このテントウムシが放されると、どのミカン園でもカイガラムシの被害は皆無となり、周辺の樹木にいたカイガラムシまでもほとんど絶滅に近い状態となった。だれもが驚くほどの大成功だった。これは、天敵の人為的な導入による害虫防除の最初の例である。このため、天敵導入による害虫防除のことを「ケーベレ法」と呼んだこともあったと言う。
アメリカでの大成功を受け、世界各地でベダリアテントウの放飼が行われ、多大な成果を上げた。このため、しばらく海外から天敵を導入するのが流行したとも言われる。
日本では、アメリカでの成功を受け、台湾総督府の素木得一が1909年にカリフォルニアからこのベダリアテントウを台湾に導入、そこで増えたものを翌年に静岡に導入した。静岡では1908年にこのカイガラムシが発見されたばかりだった。静岡県立農業試験場がこのテントウムシを増殖させ、1912年にこれを各県に配布し、いずれもすばらしい成果が得られた。
現在に至るも、このカイガラムシはその数を減じたままである。ベダリアテントウも見かけることは少ないが、人知れず活躍している証拠と言えるだろう。